# Obština Trojan
Obština Trojan (bulharsky Община Троян) je bulharská jednotka územní samosprávy v Lovečské oblasti. Leží ve středním Bulharsku na severních svazích Staré planiny. Sídlem obštiny je město Trojan, kromě něj zahrnuje obština 21 vesnic. Žije zde necelých 30 tisíc stálých obyvatel.

## Sídla
- Balabansko
- Balkanec
- Beli Osăm[p 1]
- Beliš
- Borima[p 1]
- Černi Osăm[p 1]
- Čiflik
- Dălbok Dol
- Debnevo[p 1]
- Dobrodan
- Goljama Željazna[p 1]
- Gorno Trape
- Gumoštnik
- Kalejca[p 1]
- Lomec
- Orešak[p 1]
- Patreško
- Staro Selo
- Šipkovo[p 1]
- Terzijsko
- Trojan[p 2] (sídlo správy)
- Vrabevo[p 1]

## Sousední obštiny
| Růžice kompasu | Ugărčin | Loveč          |          | Růžice kompasu |
| Růžice kompasu | Teteven | Sever          | Sevlievo | Růžice kompasu |
| Růžice kompasu | Teteven | Obština Trojan | Sevlievo | Růžice kompasu |
| Růžice kompasu | Teteven | Jih            | Sevlievo | Růžice kompasu |
| Růžice kompasu |         | Karlovo Sopot  | Aprilci  | Růžice kompasu |

## Obyvatelstvo
V obštině žije 29 981 obyvatel a je zde trvale hlášeno 31 026 obyvatel. Podle sčítání 7. září 2021 bylo národnostní složení následující:
- Bulhaři: 25 107 (95.5 %)
- Turci: 791 (3.0 %)
- Romové: 325 (1.2 %)
- ostatní: 72 (0.3 %)

V období 2011 až 2021 v obštině ubylo 4 293 obyvatel.